# Europese weg 84
De Europese weg 84 of E84 is een Europese weg die loopt van Keşan in Turkije naar Silivri in Turkije.

## Algemeen
De Europese weg 84 is een Klasse A West-Oost-verbindingsweg en verbindt het Turkse Keşan met het Turkse Silivri en komt hiermee op een afstand van ongeveer 150 kilometer. De route is door de UNECE als volgt vastgelegd: Keşan - Tekirdağ - Silivri.